# Stelis pristis
Stelis pristis är en orkidéart som beskrevs av Carlyle August Luer. Stelis pristis ingår i släktet Stelis och familjen orkidéer. Inga underarter finns listade i Catalogue of Life.